# Cistercium mater nostra
Cistercium Mater Nostra ist eine vorwiegend auf Polnisch erscheinende Zeitschrift zur Geschichte des Zisterzienserordens. Die Zeitschrift wurde 2007 in Krakau gegründet und umfasst Beiträge zu vielfältigen Bereichen wie Kunst, Kultur und Liturgie in der Geschichte des Ordens.